# Halloween III
 Denne artikel omhandler Halloween en film fra 1982. Opslagsordet har også en anden betydning, se Halloween (flertydig).
Halloween III er en amerikansk gyserfilm fra 1982 instrueret af Tommy Lee Wallace.

## Medvirkende
- Tom Atkins som Daniel 'Dan' Challis
- Stacy Nelkin som Ellie Grimbridge
- Dan O'Herlihy som Conal Cochran
- Michael Currie som Rafferty
- Ralph Strait som Buddy Kupfer
- Jadeen Barbor som Betty Kupfer
- Garn Stephens som Marge Guttman
- Nancy Kyes som Linda Challis
- Jonathan Terry som Starker
- Brad Schacter som 'Little' Buddy Kupfer Jr.

## Eksterne Henvisninger
- Halloween III på Internet Movie Database (engelsk)
- Halloween III på Filmdatabasen
- Halloween III på Scope
- Halloween III i Svensk Filmdatabas (svensk)
- Halloween III på AlloCiné (fransk)
- Halloween III på MovieMeter (nederlandsk)
- Halloween III på AllMovie (engelsk)
- Halloween III hos American Film Institute (engelsk)
- Halloween III hos British Film Institute (engelsk)
- Halloween III på Turner Classic Movies (engelsk)

| Gyserfilm | Spire Denne gyserfilm-artikel er en spire som bør udbygges. Du er velkommen til at hjælpe Wikipedia ved at udvide den. |